# 1839年伦敦条约
1839年伦敦条约是欧洲列强和荷兰联合王国及比利时王国在1839年4月19日在伦敦签署的条约。条约确认了比利时和荷兰的分离，欧洲列强承认和保证比利时的独立与中立，卢森堡西半部给予比利时，东半部德语地区成为以荷兰国王为大公的国家。根据该条约的第七条，比利时成为永久中立国。

## 背景
1815年维也纳会议后，比利时一直属于荷兰联合王国。1830年，比利时人受到法国七月革命的鼓励，反抗在1815年维也纳会议上强行合并荷兰及比利时两国的决定，为争取比利时独立及成立自由主义政府而发生了革命，1831年为了解决比利时问题，在伦敦开始谈判，比利时议会很快批准了条约，然而，荷兰国王威廉一世态度顽固，不承认比利时的独立，拒绝在条约签字，并在1831年8月2日打破了休战协定，试图恢复对比利时的统治，在法国的干预下，10天后双方再次停火。1833年5月21日，双方同意无限期停战，尊重现状和保证河流的通航自由。1838年至1839的伦敦会议后，在欧洲列强的外交压力下，才在条约上正式签字，《伦敦条约》才正式生效。

## 领土划分

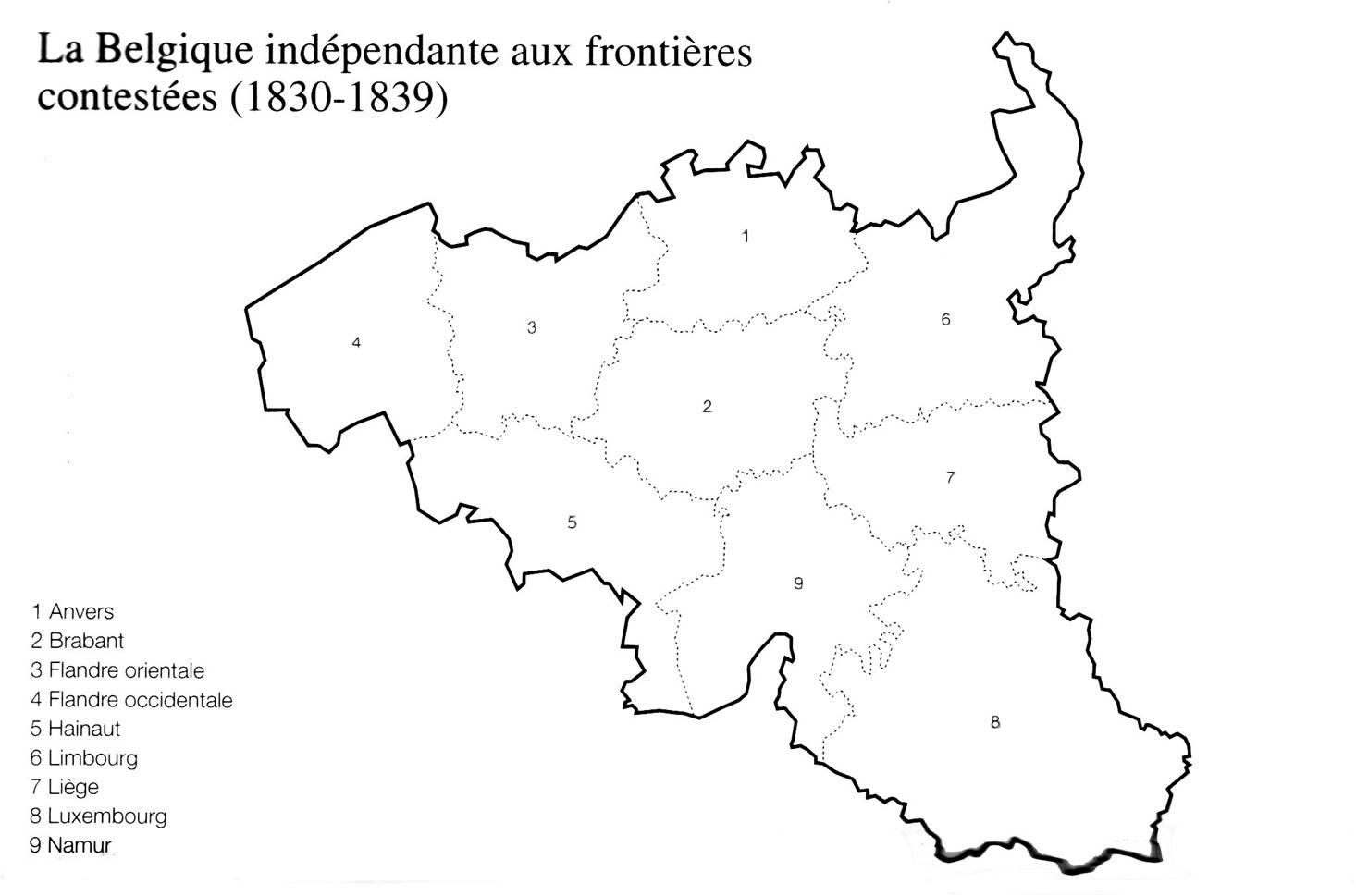
条约规定的比利时领土

根据条约规定，联合王国南部成为比利时王国（1830年革命从联合王国独立），林堡省分属比利时和荷兰。
卢森堡失去其领土的三分之二，这些领土成为比利时的卢森堡省，剩下三分之一的领土和一半的人口成为卢森堡大公国，大公国以荷兰国王为大公。
泽兰佛兰德脱离比利时，成为泽兰省的一部分，因为荷兰不愿意看到比利时控制斯海尔德河的入海口。作为交换条件，荷兰得擔保船隻可以从斯海尔德河安全行驶到安特卫普。

## 意义
经过9年的间歇性战斗，比利时从荷兰联合王国独立出来。各条约签署国（聯合王國、奥地利帝国、法蘭西王國、普鲁士王国、俄羅斯帝國、荷兰联合王国）正式承认比利时王国，并同意英国提出的关于比利时永久中立的条款。

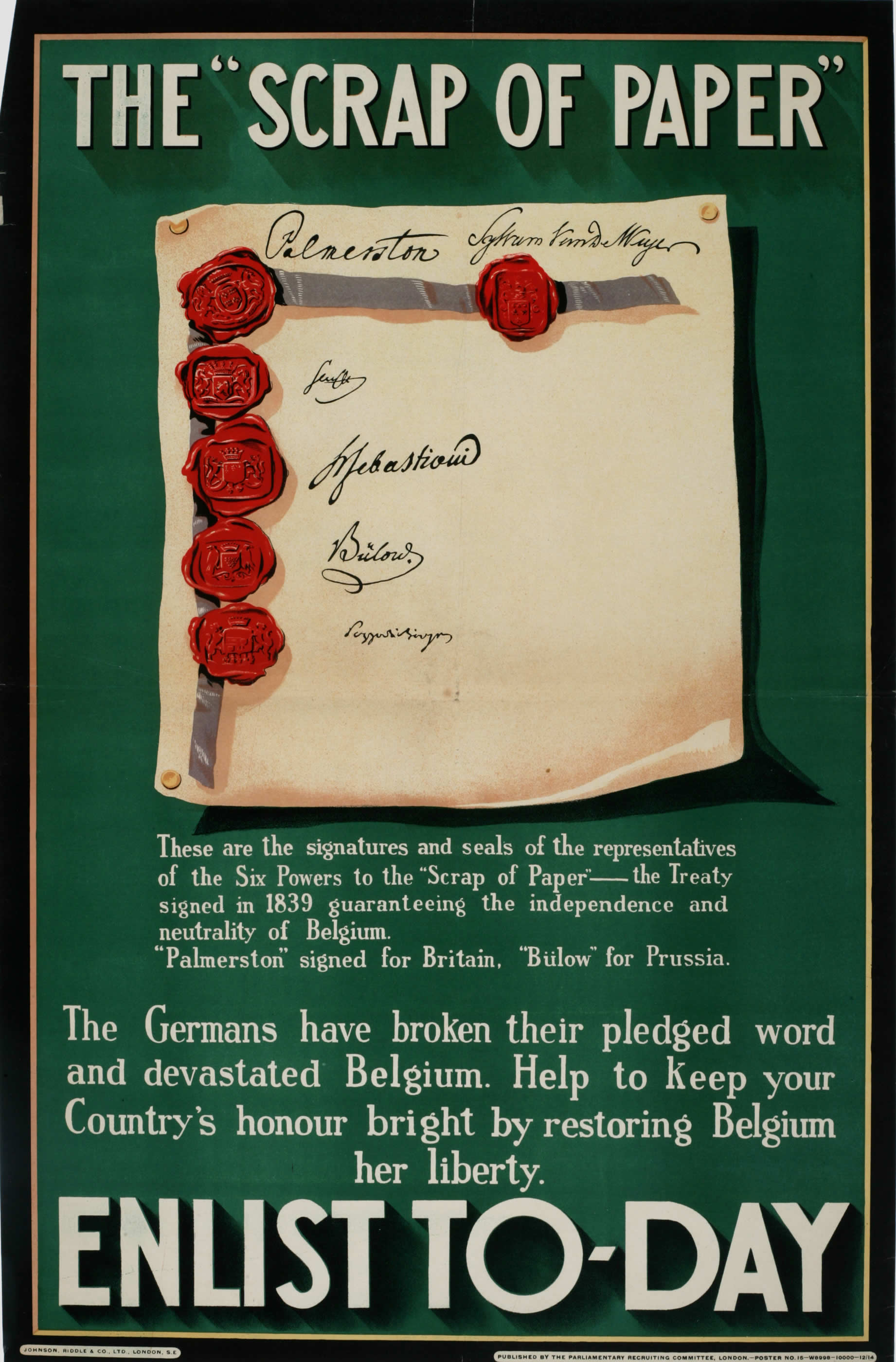
「一张废纸」：1914年英国进行動员的宣传海报，加拿大战争历史博物馆

在第一次世界大战期间，德意志帝国违反该条约在1914年8月入侵比利时，8月4日英国对德宣战，因为后者侵犯了比利时的中立，德意志帝国总理特奥巴登·冯·贝特曼·霍尔维格说，他不敢相信，英国和德国居然会为了张「纯粹的废纸」而爆发战争。

## 延伸阅读
- Calmes, Christian. . Luxembourg City: Saint-Paul. 1989.
- Omond. G. W. T. "The Question of the Netherlands in 1829–1830," Transactions of the Royal Historical Society (1919) pp. 150–171 JSTOR 3678256
- Schroeder, Paul W. The Transformation of European Politics, 1763–1848 (1994) pp. 716–18
- Kreins, Jean-Marie.  3rd. Paris: Presses Universitaires de France. 2003. ISBN 978-2-13-053852-3 （法语）.